# Георг Генріх Меттеніус
Георг Генріх Меттеніус (нім. Georg Heinrich Mettenius, 24 листопада 1823 — 18 серпня 1866) — німецький ботанік та лікар.

## Біографія
Георг Генріх Меттеніус народився у Франкфурт-на-Майні 24 листопада 1823 року.
У 1841—1845 роках Меттеніус вивчав медицину та ботаніку у Гайдельберзі.
Він зробив значний внесок у ботаніку, описавши багато видів рослин.
Георг Генріх Меттеніус помер у Лейпцигу 18 серпня 1866 року.

## Наукова діяльність
Георг Генріх Меттеніус спеціалізувався на папоротеподібних та на насіннєвих рослинах.

## Окремі публікації
- De Salvinia. 1845.
- Beiträge zur Kenntniss der Rhizocarpeen. 1846.
- Filices horti botanici Lipsiensis. 1856.
- Filices Lechlerianae Chilenses ac Peruanae cura. 1856—1859.
- Über einige Farngattungen. 1856—1859.
- Ueber den Bau von Angiopetris. 1863.
- Ueber die Hymenophyllaceae. 1864.

## Вшанування
Густав Карл Вільгельм Герман Карстен у 1859 році назвав на його честь рід рослин Metteniusa.